# Scopula dimoera
Scopula dimoera är en fjärilsart som beskrevs av Louis Beethoven Prout 1922. Scopula dimoera ingår i släktet Scopula och familjen mätare. Inga underarter finns listade.